# Мазари, Салима
Салима Мазари — афганский политик. Занимала должность главы уезда Чаркинт провинции Балх в Афганистане, была одной из трёх женщин-губернаторов районов в Афганистане.

## Биография
Мазари родилась в Иране в 1980 году. Её семья бежала из Афганистана после советского вторжения. Она выросла в Иране, получила высшее образование в Тегеранском университете и работала в Международной организации по миграции, прежде чем вернуться в Афганистан. В 2018 году она была назначена губернатором района Чаркинт провинции Балх. На посту губернатора, она сформировала комиссию по безопасности для вербовки людей в местное ополчение для борьбы с талибами. В 2020 году она договорилась о том, чтобы более 100 солдат Талибана в Чаркинте сдались.
Во время наступления талибов в 2021 году она отказалась бежать, как это сделали несколько других губернаторов страны, а её округ оказал значительное сопротивление талибам. До полного распада Исламской Республики Афганистан, после падения Кабула, её район оставался одним из немногих районов страны, который не был занят талибами. 18 августа поступило сообщение о том, что она была взята талибами в плен.
Однако в середине сентября Мазари дала интервью — первое после захвата талибами провинции Балх, — в котором рассказала, что смогла вместе со своими родственниками тайно приехать в Кабул, там американские военные доставили её и её родственников на вертолёте в международный аэропорт афганской столицы, откуда вся семья Мазари была эвакуирована в Катар, а позже переправлена в США.